# Czasawali
Czasawali (ros. Fazykau) – wieś w Osetii Południowej, w regionie Dżawa. W 2015 roku liczyła 176 mieszkańców.

## Urodzeni
- Gierasim Chugajew